# Aeroporto Internacional Yemelyanovo
O Aeroporto Internacional de Krasnoyarsk (russo: Международный аэропорт Красноярск) (IATA: KJA, ICAO: UNKL) é um importante aeroporto do Krai de Krasnoiarsk, na Rússia, a 27 km a noroeste de Krasnoyarsk. A partir de maio de 2015, tornou-se o 13º maior da Rússia no tráfego de passageiros.

## História
A construção do aeroporto começou em 1970, tendo sido aberto para operações em 1980. Em 2005, o aeroporto lançou o Terminal 2 para o transporte de passageiros internacionais e de trânsito e, em 2006, o antigo revestimento de pista foi substituído por camada de betão e asfalto com rede polimérica reforçada.
Em novembro de 2007, anunciou-se que a Lufthansa Cargo poderia mudar seu ponto de abastecimento e distribuição asiático de Astana, no Cazaquistão, para o aeroporto de Yemelyanovo, porque a Rússia não permitiria mais a Lufthansa usar o seu espaço aéreo para seus voos da Europa para a Ásia, a menos que pudesse vender combustível. Em julho de 2008, a Lufthansa afirmou que moveria seu centro de logística de carga de Astana para Yemelyanovo, uma vez que o aeroporto cumpria as normas de segurança da ICAO.
O terminal de carga da Lufthansa Cargo no aeroporto de Yemelyanovo foi o segundo maior depois de Frankfurt. No entanto, em outubro de 2016, a Lufthansa Cargo mudou todos os voos de Yemelyanovo para outro aeroporto siberiano - Tolmachevo (Novosibirsk) - citando sua melhor infra-estrutura e a capacidade de terceirizar certos serviços, enquanto que em Krasnoyarsk a empresa "teve que envolver seu próprio pessoal e equipamentos".
Em 2008, o moderno Terminal de Chegadas com capacidade para 750 passageiros por hora foi aberto. Também em 2008, as instalações de iluminação foram reconstruídas e o novo sistema de iluminação de alta intensidade foi instalado: as luzes da linha central e as luzes da zona de pouso. Em 2011, o aeroporto teve mais de 1,6 milhão de passageiros, um aumento de 28% em relação a 2010.

## Desenvolvimento do aeroporto

### Novo terminal
O novo terminal do aeroporto de Yemelyanovo está em construção, estando prevista para terminar em novembro de 2017. Em 16 de dezembro, o aeroporto planeja testar o novo terminal de passageiros e iniciar operações também em dezembro. O terminal terá 6 pontes aéreas. O antigo terminal fechará e servirá apenas vôos VIP. E o terminal internacional 2, ainda é desconhecido, provavelmente também irá fechar.

### Conexão ferroviária
A a RZD tomou a decisão de, antes de 2019, construir uma linha ferroviária para o aeroporto, mas devido ao escape do preço do bilhete alto e da ocupação do trem pequeno, esta não será uma rota da Aeroexpress.Será um simples serviço de transporte de passageiros. No entanto, a rota também servirá comboios de carga, para entregar mercadorias de carga aérea diretamente para Krasnoyarsk.

### Instalações
No momento, o aeroporto oferece uma gama completa de serviços de movimentação de passageiros nos três terminais, incluindo serviços VIP, sala de negócios, sala para bebê / pai, caixas eletrônicos, lojas, cafés, bares, farmácia e correios. A pista 29 é certificada para operações ILS Categoria II. A condição da pista, as instalações e a tecnologia de manipulação de aeronaves permitem que o aeroporto atenda mais de 50 tipos de aeronaves de passageiros e fretes, até e inclusive o Boeing 747 e o Antonov 124. Sua capacidade é de 12 movimentos de aeronave por hora.